# روایت ناتمام سیما
روایت ناتمام سیما فیلم ایرانی به نویسندگی و کارگردانی علیرضا صمدی و تهیه‌کنندگی مجید رضابالا محصول ۱۴۰۱ است.این فیلم در چهل و یکمین جشنواره فیلم فجر حضور داشته است.

## داستان
این فیلم ماجرای روان‌شناسی است که شهرت بسیاری دارد اما افشای یک خبر در فضای مجازی، زندگی او را دستخوش تغییر می‌کند.

## بازیگران[۵]
- حامد کمیلی
- آزاده صمدی
- مهران احمدی
- مسعود کرامتی
- مریم سعادت
- غزل شاکری

## جوایز و افتخارات
- کاندید بهترین بازیگر نقش دوم زن در جشنواره فجر
- کاندید بهترین آهنگسازی در جشنواره فجر
- حضور فیلم «روایت ناتمام سیما» در جشنواره گوا، جشنواره مسکو و جشنواره شانگهای
- برنده جایزه بهترین فیلم جشنواره لیک‌سیتی در سال ۲۰۲۵ [۶]